# Melasina campestris
Melasina campestris är en fjärilsart som beskrevs av Edward Meyrick 1916. Melasina campestris ingår i släktet Melasina och familjen säckspinnare. Inga underarter finns listade i Catalogue of Life.